# Joachim Fjelstrup
Joachim Fjelstrup (født 25. september 1987) er en dansk skuespiller og underholder. Han blev uddannet skuespiller fra Statens Teaterskole i 2013, og har efterfølgende medvirket i en lang række film og serier. 
Han blev nomineret til Bodil-prisen for bedste mandlige hovedrolle i 2016 for sin rolle i Steppeulven. Derudover har han blandt andet medvirket i Carmen curlers, Alt og Eva, Lykkelige omstændigheder, Hygge! og Toves værelse.

## Filmografi

### Film
| År   | Film                                | Rolle             | Noter |
| ---- | ----------------------------------- | ----------------- | ----- |
| 2015 | Steppeulven                         | Eik Skaløe        |       |
| 2015 | 9. April                            | Sergent Bundgaard |       |
| 2020 | Kød og blod                         | Jonas             |       |
| 2022 | Lykkelige omstændigheder            | Ronny             |       |
| 2022 | Drømmeren - Karen Blixen bliver til | Tommy             |       |
| 2023 | Toves værelse                       | Klaus Rifbjerg    |       |
| 2023 | Hygge!                              | Peter             |       |
| 2024 | Den grænseløse                      | Atu               |       |
| 2025 | Pigen med nålen                     | Jørgen            |       |

### TV-serie
| År        | Serie          | Rolle         | Noter                        |
| --------- | -------------- | ------------- | ---------------------------- |
| 2017-2018 | Herrens veje   | Mark          | Episoder: 1, 2, 3, 7, 14, 16 |
| 2018      | Greyzone       | Jesper Lassen |                              |
| 2018      | Mig Mig Mig    | Alle          |                              |
| 2020      | Julefeber      | Kalle         | Julekalender                 |
| 2022      | Carmen Curlers | Benjamin      | Flere                        |
| 2024      | Alt og Eva     | Mads          |                              |